# Luftangriffe auf Fürth

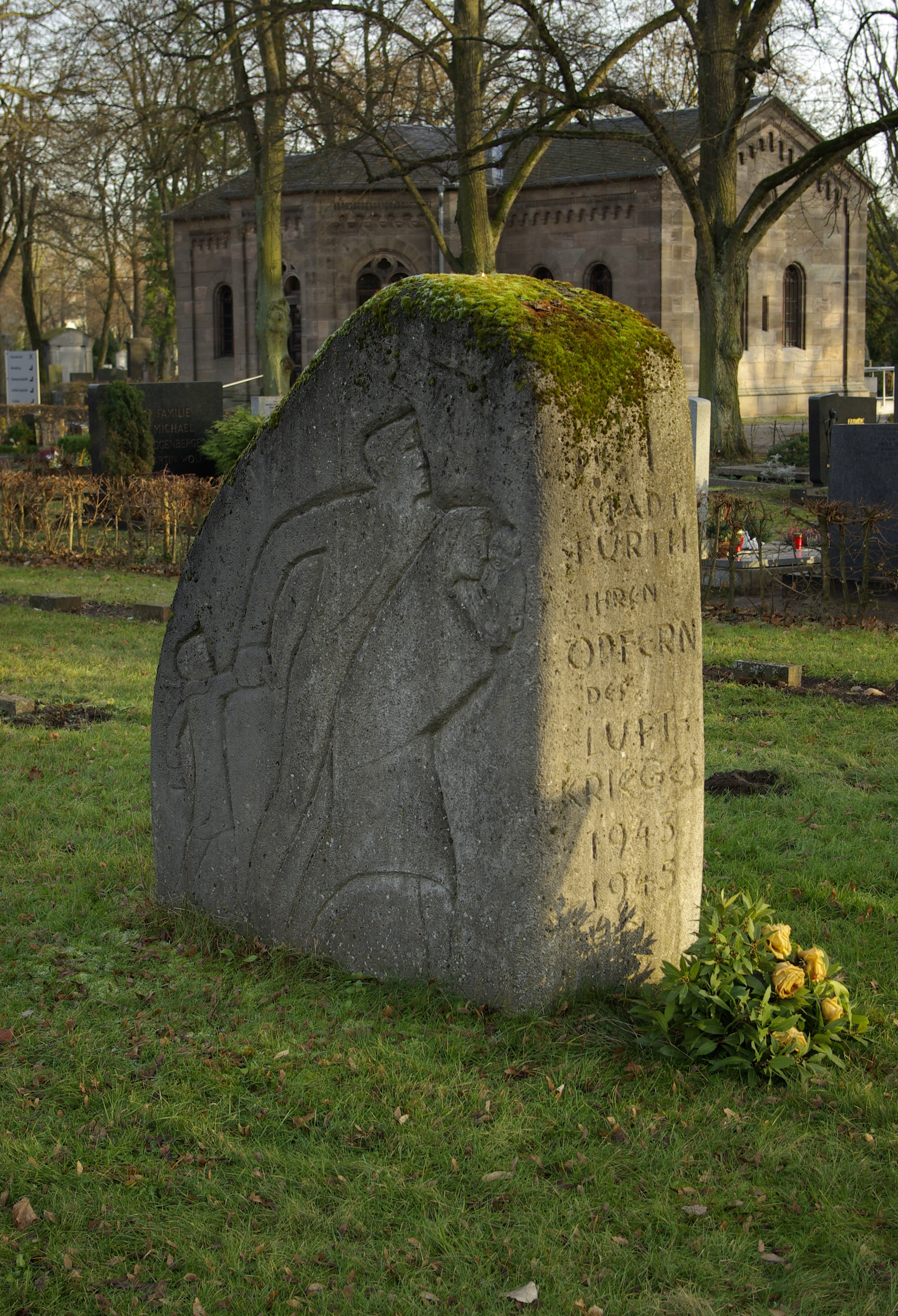
Der 1948 enthüllte Gedenkstein für die Fürther Opfer der Luftangriffe während des Zweiten Weltkriegs im Städtischen Friedhof Fürth.

Fürth war während des Zweiten Weltkriegs etwa 15 alliierten Luftangriffen ausgesetzt. Oft galten diese zwar eigentlich der Nachbarstadt Nürnberg, dennoch kam es auch in Fürth zu Schäden und Verlusten unter der Zivilbevölkerung. Während einige Bombentreffer mehr „nebenbei“ erfolgten, gab es auch gezielte Luftangriffe auf kriegswichtige Fürther Einrichtungen wie das Werk der Dynamit AG, die Kasernen in der Südstadt und vor allem die Anlagen der Bachmann, von Blumenthal & Co. Flugzeugbau (BBF), einer Flugzeugreparaturfirma auf der heutigen Hardhöhe. Während deren Werksflugplatz mehrfach getroffen wurde, blieb der Flugplatz in Atzenhof gänzlich unbeschädigt. Andere Angriffe erfolgten auf das Stadtzentrum im Rahmen der britischen Strategie des Area Bombings. Der Luftkrieg in Fürth forderte 448 Todesopfer. Knapp 9,9 Prozent der Bausubstanz in Fürth wurde zerstört (totale und schwere Schäden), bezogen auf die Zahl der Wohnungen waren dies 10,3 Prozent. Im Vergleich zu anderen Städten ist dies jedoch eine relativ niedrige Zahl.

## Chronik der Luftangriffe
17. August 1940
Um 1 Uhr gab es Luftalarm: Ein einzelner britischer Bomber warf seine Bomben auf Burgfarrnbach. Diese beschädigten die Würzburger Straße durch Splitterwirkung leicht und zerstörte eine Scheune in der Egersdorfer Straße 14. Laut heutigen Unterlagen hätte der Angriff eigentlich den MAN-Werken in Augsburg gelten sollen, durch einen Navigationsfehler warf der Bomber seine Last auf Fürth. Die um Fürth herum stationierte Flak feuerte zwischen 1:30 Uhr und 1:45 Uhr.
25./26. Februar 1943
Dieser erste gezielte Angriff traf vor allem den Norden der Stadt und war vermutlich gegen das Werk der Dynamit AG gerichtet. Während des etwa 90-minütigen Angriffs wurden unter anderem die Gebäude Erlanger Straße 30, 50, 57, Kronacher Straße 171, Ronhofer Hauptstraße 191 und 178 getroffen. Es waren in Fürth 25 oder 26 Tote zu beklagen. Vermutlich war es auch dieser Angriff, bei dem der Ronwaldbunker getroffen wurde und sein Dach durch eine Luftmine verlor. An diesem Angriff, der auch Nürnberg traf, waren 291 britische Bomber beteiligt, die 387,7 Tonnen Spreng- und 461,6 Tonnen Brandbomben über den beiden Städten abwarfen. Neun Bomber gingen dabei verloren.
8./9. März 1943
Wieder wurde im Zuge eines Angriffs auf Nürnberg auch Fürth von britischen Bombern getroffen: Um 22:55 Uhr heulten die Sirenen und 15 Minuten später warfen die ersten von 301 feindlichen Flugzeugen ihre Ladung – bestehend aus 407 Tonnen Spreng- und 486,4 Tonnen Brandbomben – auf Fürth und die Nachbarstadt. Getroffen wurden diesmal das Kinderheim Zirndorfer Straße 114, die Möbelfabrik Scheidig (Badstraße), Karolinenstraße, Alexanderstraße 8, 10, 13, 15, 17, 19, 21, 23, Amalienstraße 43, 45, 47 und 48, 50, 52 und das Finanzamt am Hallplatz. Der Angriff kostete in Fürth 39 Menschen das Leben. Diesmal verlor die Royal Air Force (RAF) sieben Bomber.
10./11. August 1943
Fürth wurde neunzig Minuten lang – gemeinsam mit Nürnberg – bombardiert. Der Alarm dauerte von 1 Uhr bis etwa 2:30 Uhr. Schäden gab es unter anderem in der Wolfsgrubermühle, Dambach, Burgfarrnbach, Westvorstadt, Veitsbronn, Vach, Südstadt (u. a. Schickedanz-Werke), Ludwigstraße, Amalienstraße und Winklerstraße. Zudem wurden fast alle Gebäude der Quelle GmbH an der Artilleriestraße zerstört. Diesmal warfen 611 RAF-Bomber – von denen 15 abgeschossen wurden – 840 Tonnen Spreng- und 1031,9 Tonnen Brandbomben. Der Sanitätsbericht nennt 19 Todesopfer in Fürth, 6 in der Jahnstraße, 1 in Stadeln, 2 in der Ronwaldstraße, 1 in der Kaiserstraße, 1 in der Göringstraße (heute Vacher Straße), 3 in Burgfarrnbach, 2 aus Nürnberg und 3 weitere Auswärtige.
25. Februar 1944
Im Rahmen der sogenannten Big Week war an diesem Freitag auch das Bachmann-Flugzeugreparaturwerk ein Ziel der Angriffe. Die ersten der 161 US-Bomber vom Typ B-24 erschienen gegen 12:40 Uhr von Westen kommend über Burgfarrnbach und warfen bis 15:15 Uhr Bomben. Die Flugzeugwerke wurden dabei schwer getroffen. Ebenso trafen Bomben die Cadolzburger Straße, Gutenbergstraße, Regelsbacher Straße, die Schlehenstraße, Bäumenstraße, Brauerei-Geismann-Areal, Blumenstraße 53, Birkenstraße, Maistraße, Sommerstraße, den Hallplatz, die Königsstraße, Hirschenstraße, Rosenstraße, Katharinenstraße, Blumenstraße und Theaterstraße sowie die Schlehengasse. Der Angriff forderte im Fürther Stadtgebiet 139 bzw. 141 Todesopfer, 4 Kinder, 21 Jugendliche 116 Erwachsene, darunter 6 Wehrmachtsangehörige, 5 Kriegsgefangene und 11 „fremdländische Arbeiter“. Sechs amerikanische Liberators wurden abgeschossen. Abgeworfen wurden 249,8 Tonnen Spreng-, 59,6 Tonnen Brandbomben und 110,3 Tonnen Luftminen. Acht Bomber der USAAF warfen 24 Tonnen Sprengbomben gezielt auf den Burgfarrnbacher Bahnhof.
8. September 1944
Bei diesem 6. Angriff wurde besonders die Südstadt – wegen ihrer Kasernenanlagen – getroffen. Auch der Hans-Lohnert-Sportplatz wurde dabei beschädigt. Bei diesem Angriff warfen 44 britische Bomber in kleinen Formationen im Zuge von Störangriffen 65 Tonnen Spreng- und eine Tonne Brandbomben auf Ziele im Großraum Nürnberg.
10. September 1944
Erneut wurde das Werk Bachmann, von Blumenthal & Co. KG am Tag angegriffen. Der Alarm dauerte von 10:30 Uhr bis 12:07 Uhr. Neben schweren Schäden auf dem Werksgelände wurden auch 40 Gebäude in Burgfarrnbach beschädigt. Beteiligt waren 62 US-Bomber, die 120 Tonnen Spreng- und 30 Tonnen Brandbomben abgeworfen hatten.
28. November 1944
Am frühen Abend (19:15 Uhr) wurden erneut das Dynamit-Werk attackiert. Dabei wurde jedoch auch die Königsstraße, die Grüner-Brauerei an der Gartenstraße und das Klinikum getroffen.
19. Februar 1945
Durch Bomben kam es in der Kurgartenstraße zu Beschädigungen.
21. Februar 1945
Bei diesem Angriff auf Nürnberg, bei dem 1198 Bomber insgesamt 1700,3 Tonnen Spreng- und 1168,5 Tonnen Brandbomben abwarfen, wurde auch die Kleeblattstadt wieder schwer getroffen. Zwischen 10:45 Uhr und 14:45 Uhr fielen die Bomben. Dabei gab es Schäden in der Karolinenstraße, Waldstraße, Ritterstraße, Gebhardtstraße, Bahnhofstraße, Friedrichstraße (Parkhotel), Moststraße, Hindenburgstraße (heute Rudolf-Breitscheid-Straße), Adolf-Hitler-Straße (heute Königswarterstraße), Königsstraße und Nürnberger Straße. Zudem wurden die Foerstermühle beschädigt, sowie die Maxbrücke und das Wirtschaftsgebäude der SpVgg Fürth zerstört. 86 Tote wurden registriert, darunter 48 ortsansässige Bürger, 9 Ortsfremde, 17 Ausländer, 11 Unbekannte, 1 Mann war im Krankenhaus verstorben.
16. März 1945
Beim 12. Luftangriff kam es zu zwei Totalschäden in der Südstadt (Sonnenstraße 38 und 40).
5. April 1945
66 US-Bomber attackierten das Artilleriedepot Schwabacher Straße (zwischen heutiger Konrad-Kurz-Straße und der Rothenburger Straße). Dabei fielen 143,2 Tonnen Spreng- und 50,6 Tonnen Brandbomben.
8. April 1945
Ziel eines schweren Luftangriffes war noch einmal Bachmann, von Blumenthal & Co. KG, die laut Augenzeugenberichten „total zerstört“ wurden. Auch die erst errichtete Siedlung an der Wehlauer Straße wurde schwer getroffen, hier wurden zwei Drittel der Gebäude völlig zerstört. 89 amerikanische Bomber warfen 154,5 Tonnen Spreng- und 54 Tonnen Brandbomben. Die Angriffe vom 5. und 8. April forderten insgesamt 71 Menschenleben. In den meisten Quellen wird der 8. April 1945 als Tag des letzten Luftangriffes auf Fürth genannt.
18. April 1945
Einen Tag vor der Kapitulation Fürths wurde eventuell der letzte Angriff geflogen, die Quellen berichten jedoch überwiegend nur von Artillerie- bzw. Mörserbeschuss, auch die Schadensbilanz vom 16. bis 19. April 1945 führt keine Zerstörungen durch Luftangriffe auf. Am Vortag begann der direkte Beschuss durch Panzer und Artillerie, schon ab 12. April und vor allem am 17. waren zahlreiche Brücken etc. durch die Wehrmacht gesprengt worden. Etwa 600 Mörsergranaten (Kaliber 4,2 Inch = 10,7 cm) wurden am Abend des 18. Aprils (von der Stellung Haltepunkt Alte Veste aus) auf die Fürther Südstadt sowie – schon früher beginnend – eine nicht bekannte Zahl von Artilleriegeschossen auf ganz Fürth abgeschossen.
Bei den Zahlen der angreifenden Flugzeuge und der abgeworfenen Bomben handelt es sich um Gesamtzahlen des jeweiligen Einsatzes. Eingeschlossen sind auch Bomben, die Ziele außerhalb Fürths getroffen haben.
Beim Luftangriff auf Nürnberg am 2. Januar 1945 kamen auch 8 Fürther ums Leben, es fielen jedoch keine Bomben auf Fürther Stadtgebiet.

## Kriegsschäden an Gebäuden
Die Gesamtzahl der Gebäude zu Kriegsbeginn betrug 8.200, wovon 4.452 leicht, 2.133 „mittelschwer“, 317 schwer und 494 total zerstört wurden. Aufgeschlüsselt in Wohnungen wurden von 24.733 Wohneinheiten (1939) 2.093 leicht, 803 mittel, 783 schwer und 951 total beschädigt (Artillerieschäden und Sprengungen sind vermutlich mitgezählt).